# Смит, Нейтан (футболист)
Не́йтан Мо́рган Смит (англ. Nathan Morgan Smith; 18 октября 1994, Кловис, Калифорния, США) — американский футболист, правый защитник.

## Клубная карьера
В 2013—2015 годах Смит обучался в Калифорнийском университете в Лос-Анджелесе и выступал за команду вуза в Национальной ассоциации студенческого спорта. Также в 2014 и 2015 годах выступал за любительский клуб «Пи-эс-эй Илит», с которым играл на ранних стадиях Открытого кубка США.
Смит оставил университет, не доучившись последний курс, и 23 марта 2016 года подписал контракт с фарм-клубом «Лос-Анджелес Гэлакси», выступающим в USL. Его профессиональный дебют состоялся 26 марта в матче против «Аризоны Юнайтед».
2 марта 2017 года Смит был подписан основной командой «Лос-Анджелес Гэлакси» в качестве доморощенного игрока. В MLS дебютировал 12 марта в матче против «Портленд Тимберс». По завершении сезона 2017 Смит оказался в числе игроков, чьи контракты не были продлены.
2 марта 2018 года Смит присоединился к клубу USL «Портленд Тимберс 2», фарм-команде клуба MLS «Портленд Тимберс». За Т2 дебютировал 16 марта в матче первого тура сезона 2018 против «Сиэтл Саундерс 2». 16 июня 2019 года в матче против «Фресно» забил свой первый гол за Т2.
25 февраля 2020 года Смит подписал контракт с клубом Чемпионшипа ЮСЛ «Ориндж Каунти». Дебютировал за «Ориндж Каунти» 6 марта в матче стартового тура сезона против «Эль-Пасо Локомотив».
5 января 2022 года Смит подписал контракт с новообразованным клубом Лиги один ЮСЛ «Сентрал Валли Фуэго». 2 апреля сыграл в матче стартового тура сезона 2022 против «Гринвилл Трайамф», ставшем для «Фуэго» дебютом в лиге. 5 апреля в матче второго раунда Открытого кубка США 2022 против «Эль-Пасо Локомотив» забил свой первый гол за «Фуэго», а также отдал голевую передачу. 13 августа в матче против «Норт Каролины» забил свой первый гол в Лиге один ЮСЛ.

## Международная карьера
Смит представлял Соединённые Штаты на уровне юношеских сборных до 15 и до 17 лет. Он стал автором первого из трёх безответных голов в ворота сборной Канады в финале юношеского чемпионата КОНКАКАФ 2011. Также он был в составе «звёздно-полосатой» сборной на юношеском чемпионате мира 2011, где принял участие в двух матчах.

## Достижения
Командные
 «Ориндж Каунти»
- Чемпион Чемпионшипа ЮСЛ: 2021

 сборная США до 17 лет
- Чемпион КОНКАКАФ среди юношеских команд: 2011

## Статистика выступлений
| Выступление             | Выступление      | Выступление      | Лига | Лига | Плей-офф | Плей-офф | Кубок | Кубок | Итого | Итого |
| Клуб                    | Лига             | Сезон            | Игры | Голы | Игры     | Голы     | Игры  | Голы  | Игры  | Голы  |
| ----------------------- | ---------------- | ---------------- | ---- | ---- | -------- | -------- | ----- | ----- | ----- | ----- |
| Лос-Анджелес Гэлакси II | USL              | 2016             | 24   | 0    | 1        | 0        | —     | —     | 25    | 0     |
| Лос-Анджелес Гэлакси II | USL              | 2017             | 9    | 0    | —        | —        | —     | —     | 9     | 0     |
| Лос-Анджелес Гэлакси II | Итого            | Итого            | 33   | 0    | 1        | 0        | —     | —     | 34    | 0     |
| Лос-Анджелес Гэлакси    | MLS              | 2017             | 12   | 0    | —        | —        | 2     | 0     | 14    | 0     |
| Лос-Анджелес Гэлакси    | Итого            | Итого            | 12   | 0    | —        | —        | 2     | 0     | 14    | 0     |
| Портленд Тимберс 2      | USLC             | 2018             | 19   | 0    | 1        | 0        | —     | —     | 20    | 0     |
| Портленд Тимберс 2      | USLC             | 2019             | 28   | 1    | —        | —        | —     | —     | 28    | 1     |
| Портленд Тимберс 2      | Итого            | Итого            | 47   | 1    | 1        | 0        | —     | —     | 48    | 1     |
| Ориндж Каунти           | USLC             | 2020             | 14   | 0    | —        | —        | —     | —     | 14    | 0     |
| Ориндж Каунти           | USLC             | 2021             | 17   | 0    | 3        | 0        | —     | —     | 20    | 0     |
| Ориндж Каунти           | Итого            | Итого            | 31   | 0    | 3        | 0        | —     | —     | 34    | 0     |
| Сентрал Валли Фуэго     | USL1             | 2022             | 23   | 1    | —        | —        | 2     | 1     | 25    | 2     |
| Сентрал Валли Фуэго     | Итого            | Итого            | 23   | 1    | —        | —        | 2     | 1     | 25    | 2     |
| Всего за карьеру        | Всего за карьеру | Всего за карьеру | 146  | 2    | 5        | 0        | 4     | 1     | 155   | 3     |

Источники: Transfermarkt, Soccerway, Football Database EU.